# Ayenia tomentosa
Ayenia tomentosa är en malvaväxtart som beskrevs av Carl von Linné. Ayenia tomentosa ingår i släktet Ayenia och familjen malvaväxter. Inga underarter finns listade i Catalogue of Life.